# Myoxanthus
Myoxanthus – rodzaj roślin z rodziny storczykowatych (Orchidaceae). Obejmuje 52 gatunki występujące w Ameryce Południowej i Środkowej w takich krajach jak: Belize, Boliwia, Brazylia, Kolumbia, Kostaryka, Ekwador, Salwador, Gwatemala, Gujana, Honduras, Meksyk, Nikaragua, Panama, Peru, Surinam, Wenezuela.

## Systematyka
Rodzaj sklasyfikowany do podplemienia Pleurothallidinae w plemieniu Epidendreae, podrodzina epidendronowe (Epidendroideae), rodzina storczykowate (Orchidaceae), rząd szparagowce (Asparagales) w obrębie roślin jednoliściennych.
Wykaz gatunków
- Myoxanthus aciculifolius Luer
- Myoxanthus affinis (Lindl.) Luer
- Myoxanthus antennifer Luer & Hirtz
- Myoxanthus bolivianus Karremans, I.Jiménez & M.Zárate
- Myoxanthus ceratothallis (Rchb.f.) Luer
- Myoxanthus cereus (Ames) Luer ex Rojas-Alv. & Karremans
- Myoxanthus chloe (Luer & R.Vásquez) Luer
- Myoxanthus cimex (Luer & R.Escobar) Luer
- Myoxanthus colothrix (Luer) Luer
- Myoxanthus conceicionensis M.Frey & N.Sanson
- Myoxanthus congestus (A.Rich. & Galeotti) Soto Arenas
- Myoxanthus dasyllis Luer & Hirtz
- Myoxanthus ephelis (Luer) Luer
- Myoxanthus epibator Luer & R.Escobar
- Myoxanthus eumeces (Luer) Luer
- Myoxanthus exasperatus (Lindl.) Luer
- Myoxanthus fimbriatus Luer & Hirtz
- Myoxanthus frutex (Schltr.) Luer
- Myoxanthus georgei (Luer) Luer
- Myoxanthus gorgon Luer
- Myoxanthus gyas (Luer & R.Vásquez) Luer
- Myoxanthus herzogii (Schltr.) Luer
- Myoxanthus hirsuticaulis (Ames & C.Schweinf.) Luer
- Myoxanthus hystrix (Rchb.f.) Luer
- Myoxanthus lonchophyllus (Barb.Rodr.) Luer
- Myoxanthus mejiae (Garay & Dunst.) Luer
- Myoxanthus melittanthus (Schltr.) Luer
- Myoxanthus merae (Luer) Luer
- Myoxanthus monophyllus Poepp. & Endl.
- Myoxanthus montanus P.Ortiz
- Myoxanthus neillii Luer & Dodson
- Myoxanthus octomerioides (Lindl.) Luer
- Myoxanthus oliviae Kolan. & Szlach.
- Myoxanthus ortizianus Kolan. & Szlach.
- Myoxanthus panamensis Rojas-Alv. & Karremans
- Myoxanthus parahybunensis (Barb.Rodr.) Luer
- Myoxanthus parvilabius (C.Schweinf.) Luer
- Myoxanthus pennellius (Luer) Rojas-Alv. & Karremans
- Myoxanthus priapus Luer
- Myoxanthus pulvinatus (Barb.Rodr.) Luer
- Myoxanthus punctatus (Barb.Rodr.) Luer
- Myoxanthus reymondii (H.Karst.) Luer
- Myoxanthus ruschii Fraga & L.Kollmann
- Myoxanthus sarcodactylae (Luer) Luer
- Myoxanthus scandens (Ames) Luer
- Myoxanthus serripetalus (Kraenzl.) Luer
- Myoxanthus simplicicaulis (C.Schweinf.) Luer
- Myoxanthus sotoanus Pupulin, Bogarín & Mel.Fernández
- Myoxanthus trachychlamys (Schltr.) Luer
- Myoxanthus uxorius (Luer) Luer
- Myoxanthus werneri Luer
- Myoxanthus xiphion Luer